# Pismo balijskie

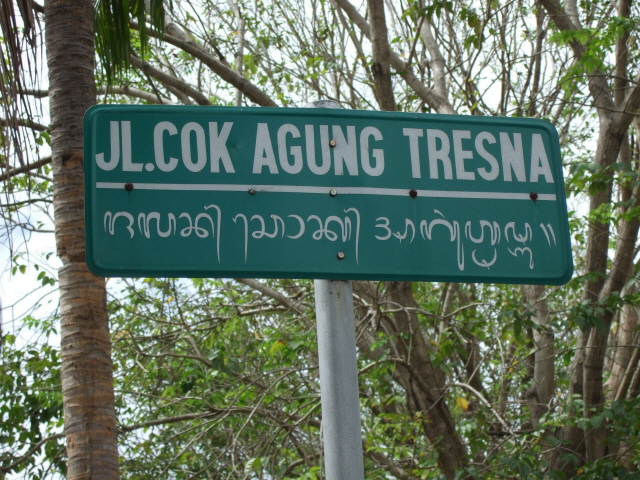
Dwujęzyczny znak drogowy na Bali

Pismo balijskie, alfabet balijski (balijski aksara bali) – alfabet sylabiczny tradycyjnie używany do zapisywania języka balijskiego. Obecnie, mimo że nadal jest on nauczany na Bali, jego zastosowanie ograniczone jest do tekstów religijnych.

## Historia
Alfabet balijski wywodzi się pośrednio z indyjskiego pisma brahmi poprzez stare jawajskie pismo kawi.

## Charakterystyka
Podstawowym elementem tego pisma są spółgłoski z domyślną samogłoską „a”. W przypadku innych samogłosek niż „a”, spółgłoska jest modyfikowana przy pomocy odpowiednich znaków diakrytycznych, umieszczanych nad, pod, z lewej strony lub z prawej strony spółgłoski.
Pismo balijskie jest zasadniczo odmianą starego alfabetu jawajskiego.

## Porównanie alfabetu balijskiego i jawajskiego
| Alfabet balijski | Alfabet jawajski |
| Alfabet balijski | Alfabet jawajski |